# Horní Újezd (Olomouc)
Horní Újezd (in tedesco Ober Aujezd) è un comune della Repubblica Ceca facente parte del distretto di Přerov, nella regione di Olomouc.